# Coenagrion ponticum
Coenagrion ponticum là một loài chuồn chuồn kim thuộc họ Coenagrionidae. Loài này có ở Azerbaijan, Gruzia, và Thổ Nhĩ Kỳ. Môi trường sống tự nhiên của chúng là sông ngòi, hồ nước ngọt, và đầm nước ngọt. Chúng hiện đang bị đe dọa vì mất nơi sống.